# تغییرات اقلیمی در اسرائیل
اسرائیل مانند بسیاری از کشورهای دیگر در خاورمیانه و شمال آفریقا، اثرات نامطلوبی از تغییرات اقلیمی را تجربه می‌کند. میانگین دمای سالانه در اسرائیل در حال افزایش است و انتظار می‌رود میانگین دما تا سال ۲۱۰۰ بین ۱٫۶ تا ۱٫۸ درجه سیلسیوس (۲٫۹ تا ۳٫۲ درجه فارنهایت) افزایش یابد. کاهش بارش سالانه و تأخیر در بارش زمستانی وجود دارد. اسرائیل در حال حاضر با خشکسالی و کمبود آب مواجه است. امواج گرما از دیگر خطرات طبیعی است که انتظار می‌رود با تغییرات اقلیمی افزایش یابد.
تغییرات اقلیمی مشکلات موجود ناشی از زندگی در منطقه خشک و بایر را تشدید کرده است. خشکسالی‌ها در سال‌های اخیر تکراری و طولانی‌تر بوده‌اند که یک ریسک برای کشاورزی و دسترسی به آب را مطرح می‌کند. با از دست رفتن زمین‌های کشاورزی، بسیاری از مردم مجبور به مهاجرت به مناطق شهری هستند. مناطق شهری مانند تل آویو و اورشلیم اکنون با افزایش جمعیت مواجه هستند. تغییرات اقلیمی تأثیر قابل توجهی بر تمام مناطق اسرائیل و همچنین تمام مردم اسرائیل داشته و این روند طی سال‌های بعد هم ادامه خواهد داشت. علاوه بر این، جوامع آسیب‌پذیر مانند فلسطینی‌ها، بادیه‌نشین‌ها، زنان، خردسالان، سالمندان و افرادی دارای بیماری مزمن فشار سخت تغییرات اقلیمی را تجربه خواهند کرد.
میزان سهم اسرائیل در  انتشار گازهای گلخانه ای جهانی (GHG)، بالغ بر ۰٫۵ درصد است. این گازهای گلخانه ای بیشتر حاصل بخش برق و صنعت است. انتشار گازهای گلخانه‌ای اسرائیل عمدتاً ناشی از سوزاندن گاز و زغال‌سنگ است. اسرائیل توافقنامه پاریس را امضاء کرد و به عنوان یکی از طرف‌های اقدامات جهانی آب و هوایی متعهد شد با کاهش انتشار کربن از زباله‌های شهری، حمل‌ونقل و بخش‌های برق، انتشار گاز گلخانه‌ای مربوط به خود را تا مقدار ۲۷ درصد کمتر از سطح سال ۲۰۱۵ کاهش دهد.

## انتشار گازهای گلخانه‌ای
مصرف انرژی
اگرچه اسرائیل به استفاده بیشتر از انرژی‌های تجدیدپذیر روی آورده است لیکن منشأ بیشتر انرژی در اسرائیل مربوط به نفت و گاز طبیعی است. بخش انرژی با ۴۸ درصد، بیشترین مقدار از کل انتشار کربن در اسرائیل را تشکیل می‌دهد. اسرائیل در نظر دارد با حذف تدریجی زغال‌سنگ (تا سال ۲۰۲۶) و روی آوردن به مصرف گاز بیشتر و در عین حال افزایش استفاده از انرژی‌های تجدیدپذیر، تا سال ۲۰۳۰ مصرف انرژی خود را تا ۳۰ درصد کاهش دهد.
حمل و نقل
پس از بخش مصرف انرژی، بخش حمل و نقل با ۲۲ درصد رتبه دوم بزرگ‌ترین انتشار دهنده کربن را در اختیار دارد. برای کاهش این آلاینده‌ها، اسرائیل قصد دارد اتوبوس‌های شهری مبتنی بر مصرف انرژی پاک داشته باشد و انتشار خودروهای جدید را محدود کند. برای کاهش برون‌داد خودرو و کامیون، اسرائیل قصد دارد تا سال ۲۰۳۰ واردات خودروهای گازسوز را ممنوع کند.
کیفیت هوا
به دلیل رشد قابل توجه استفاده از وسایل نقلیه و انتشار گازهای گلخانه‌ای از نیروگاه‌های زغال‌سنگ و نفت، مقدار نیتروژن اکسید (NOx) و اکسید گوگرد (SOx) در هوای اطراف مراکز اصلی شهری اسرائیل بین سال‌های ۱۹۸۰ تا ۲۰۰۲ به‌طور قابل توجهی افزایش یافته است میزان نیتروژن اکسید در طی این سالها دو برابر شد. همچنین دی‌اکسید کربن به میزان ۱۹۰ درصد افزایش یافت و موارد ابتلا به بیماری‌های تنفسی در خردسالان از ۵ درصد به ۱۷ درصد رسید. اگرچه انتشار گازهای گلخانه‌ای از سال ۱۹۹۶ تا ۲۰۰۷ به‌طور پیوسته سیر صعودی داشته است لیکن از سال ۲۰۱۰، غلظت نیتروژن اکسید و سایر آلاینده‌ها در اطراف مکان‌های اصلی ترافیک کاهش یافته است. علاوه بر این، کاهش سطح اکسید گوگرد مشاهده شده که این امر به مصرف سوخت کارآمدتر در نیروگاه‌های صنعتی نسبت داده شده است. با این حال، علیرغم مزایایی که فناوری سبز در کاهش انتشار سرانه آلودگی هوا داشته است، رشد سریع جمعیت و افزایش مصرف سرانه منجر به کاهش کلی کیفیت هوا شده است. انتظار می‌رود کیفیت هوا بدون اتخاذ تدابیر مناسب در زمینه کاهش آلاینده‌ها، وخیم‌تر شود.

## تأثیرات
سرویس هواشناسی اسرائیل «روند گرم شدن چشمگیری در تمام نواحی کشور» را مورد اشاره قرار داد." افزایش امواج گرما ناشی از افزایش دمای کره زمین به خاطر تغییرات اقلیمی است. در پایان قرن بیست و یکم، امواج گرما در اسرائیل سه برابر طولانی‌تر خواهد بود و هفت مرتبه بیشتر اتفاق خواهد افتاد. مردمی که در سواحل، دشت‌ها، شمال صحرای نگب، و نواحی کوهستانی قرار دارند در معرض میزان بیشتری از گرم شدن نسبت به سایر نواحی اسرائیل می‌باشند. هر موج گرما به‌طور میانگین منجر به مرگ ۴۵ نفر می‌شود.
در انتهای قرن بیست و یکم، امواج گرما ممکن است باعث مرگ حدود ۳۳۰ نفر در هر تابستان شود. در ماه ژوئن ۲۰۲۳، در میانه‌های موج گرما، ۳۰۰٬۰۰۰ نفر از مردم از دسترسی به برق محروم شدند و این امر نشان داد که این کشور هنوز برای مواجه شدن با تأثیرات ناشی از تغییر اقلیم آماده نیست. برای چیرگی بر معضلات تغییرات جهانی «همکاری منطقه‌ای بین رشته‌ای، برای ایجاد بهداشت عمومی مناسب سازگار با رخدادهای شدید آب و هوایی در یک اقلیم در حال تغییر، لازم است.»
طبق گزارش سازمان توسعه و همکاری اقتصادی (OECD) با در نظر گرفتن فرضیه احتمال متوسط مقدار افزایش گرما (۲–۴٫۵ SSP) در سال‌های ۲۰۸۰ تا ۲۰۹۹، اسرائیلی‌ها به‌طور میانگین ۸۰ روز در سال در معرض دمای بالای ۳۵ درجه قرار خواهند داشت (رتبه سوم در بین کشورهایی که در گزارش مورد بررسی قرار گرفتند) و ۱۴۵ شب گرمی را تجربه خواهند کرد (رتبه دوم در بین کشورهای مورد بررسی از لحاظ میزان افزایش نسبت به سطوح کنونی). میزان افزایش شرایط خشکسالی و در معرض شرایط خشکسالی قرار گرفتن در آن سال‌ها در اسرائیل، این کشور را در بین کشورهای مورد بررسی در این گزارش از این لحاظ در رتبه اول قرار داده است.
بارش

اسرائیل در جهان از لحاظ قرار داشتن در معرض تنش آبی، شانزدهمین کشور است.

انتظار بر این است که اسرائیل در پایان قرن بیست و یکم، در مجموع ۱۰ درصد کاهش بارندگی را به خاطر تغییرات اقلیمی تجربه کند. این تغییرات باعث کمبود آب شده که با افزایش شور شدن آب همراه است. در نتیجه این تغییرات، جریان آب رود اردن تا ۲۲ درصد کاهش خواهد یافت. در سال ۲۰۲۰، وزارت حفاظت از محیط‌زیست به این نکته اشاره داشت که انتظار می‌رود تغییرات اقلیمی باعث کاهش بارندگی شده و دسترسی نواحی به آب شیرین را با خطر مواجه سازد. در حال حاضر، اسرائیل دگرسانی با اهمیتی را در میزان بارش تجربه نمی‌کند، با این وجود یک دگرسانی در پراکنش، تناوب، و شدت رخداد بارش همچون افزایش میزان بارش در برخی نواحی و کاهش آن در نواحی دیگر را در حال تجربه کردن است. از سال ۲۰۰۰، تعداد روزهای بارش کمتر شده است اما شدت آنها بیشتر گردیده است. دوره‌های خشک طولانی در زمستان و رخداد بارش شدید همراه با آب و هوای سرد می‌تواند بر کشاورزی و اکوسیستم طبیعی تأثیر منفی بگذارد. این رخدادهای شدید آب و هوایی منجر به خشکسالی و سیل خواهد شد که به ویژه برای محیط شهری مخاطره آمیز است. با توجه به اقلیم خشک اسرائیل، هر گونه تغییر در میزان بارش می‌تواند با اهمیت تلقی گردد.
افزایش سطح آب دریا
افزایش میزان بارش باعث بالا آمدن سطح آب دریا در حوضه مدیترانه خواهد شد. افزایش سطح آب دریا «در نهایت بر تمام سواحل اسرائیل، از روش هانیکرا تا مرز نوار غزه تأثیر خواهد گذاشت» و این توانایی را دارد که منجر به نفوذ آب‌شور به سفره‌های آب زیر زمینی شده و باعث تخریب صخره‌های ساحلی گردد. نفوذ آب‌شور، به واسطه آسیب رساندن به محصولاتی که منبع درآمد زیادی برای اسرائیل هستند، بر کشاورزی تأثیر خواهد داشت. در حال حاضر، میزان تقریبی افزایش سطح آب دریا ۰٫۴ تا ۰٫۵ در سال است. «انتظار می‌رود تا سال ۲۱۵۰، افزایش سطح آب دریا در اسرائیل به‌طور حدودی تا ۵ متر افزایش پیدا کند.» این افزایش سطح آب دریا این پتانسیل را در خود دارد که با کاهش دسترسی به سواحل دریا باعث تأثیر منفی روی جاذبه‌های گردشگری گردد. به خاطر همین موضوع، سواحل طولانی اسرائیل نیاز به جابجایی ساختارهایی همچون «اقامتگاه‌ها، هتل‌ها، سایت‌های فرهنگی و طبیعی، کارخانجات» و موارد با اهمیت دیگر دارد. به علت تغییرات اقلیمی، آب دریا گرمتر و اسیدی‌تر خواهد شد و توانایی آن را دارد تا باعث کاهش تنوع‌زیستی گونه‌های آبزیان شود.
منابع آبی
با توجه به پیش‌بینی کاهش بارش و افزایش دما، هیئت بین‌دولتی تغییر اقلیم (IPCC) اعلام کرد «مدل‌های گردش عمومی جوی-اقیانوسی، تطبیق یافتن فرضیه خشک شدن نواحی تا پایان قرن بیست و یکم را برآورد کردند». از آنجایی که اسرائیل در یک ناحیه خشک تا نیمه خشک واقع شده است هرگونه تغییر در میزان بارش در این ناحیه، منابع آبی را به شدت تحت تأثیر قرار خواهد داد. در امر کشاورزی، اسرائیل به آبیاری و آب در دسترس وابستگی بسیار زیادی دارد. کاهش آب در دسترس را می‌توان در کاهش آب شیرین ورودی به دریاچه طبریه مشاهده کرد. هرگونه تغییر در مقدار آب شیرین باعث تغییر در شوری آب می‌گردد. در واکنش به این معضل، اسرائیل ۶۰ تا ۸۰ درصد آب شرب مصرفی خود را با بهره‌گیری از آب شیرین کن فراهم می‌کند. تلاش اسرائیل در این امر، این کشور را به عنوان یک کشور پیشرو در رابطه با آب شیرین کن و فرایند نمک‌زدایی قرار داده است. منبع اصلی آب در اسرائیل، رود اردن علیا (ناحیه بالایی رود اردن) است.
اکوسیستم

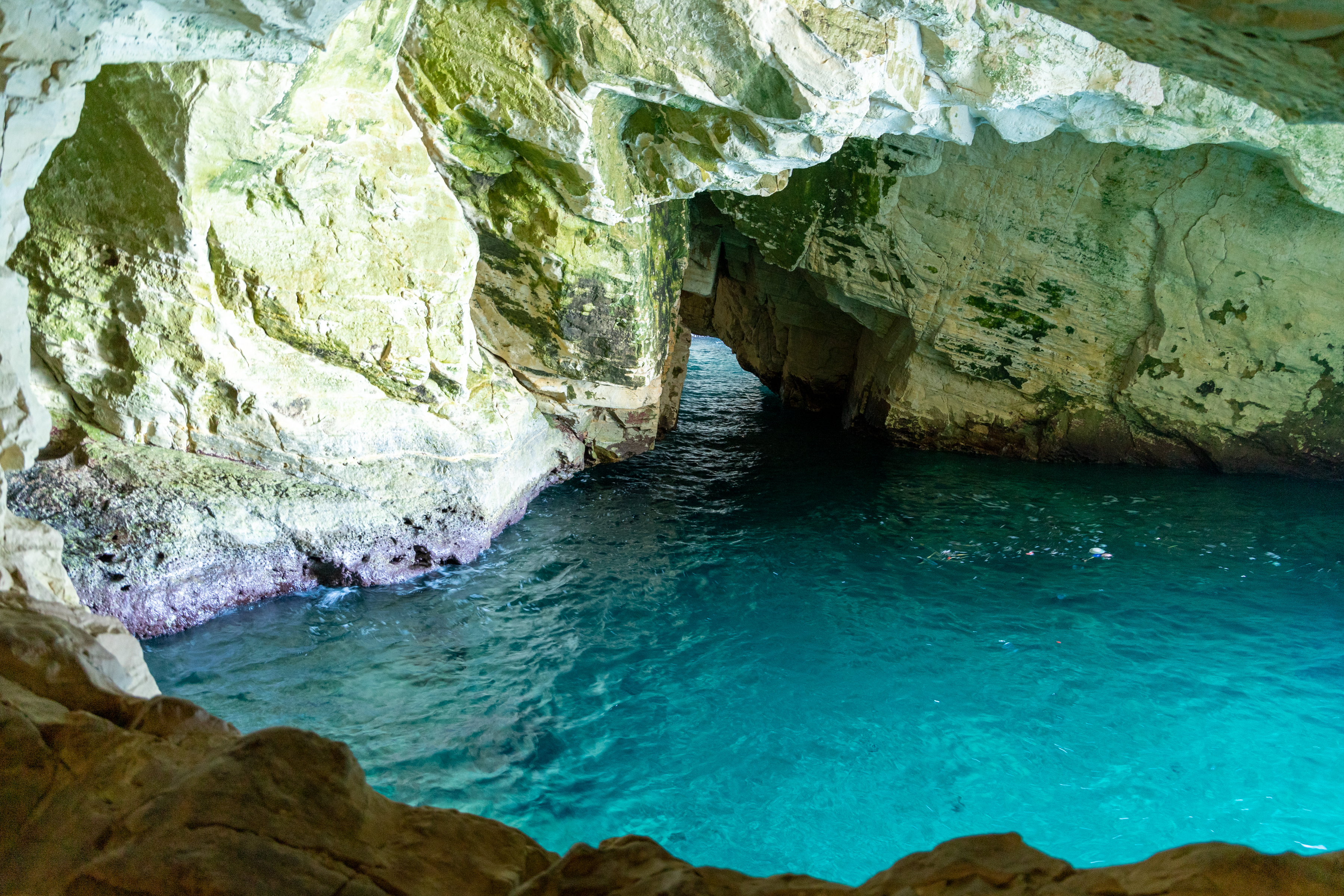
روش هانیکرا

افزایش دمای ناشی از تغییرات اقلیمی بر روی زیستگاه‌ها، به ویژه آنهایی که در نواحی ساحلی قرار دارند به شدت اثر می‌گذارد. نواحی ساحلی همچنین در حال تجربه گونه‌های آبزی مهاجمی است که از طریق کانال سوئز وارد دریای مدیترانه می‌شوند. ده‌ها گونه آبزی از زیست‌بوم گرمسیری با افزایش دمای اقیانوس می‌توانند به آب‌های اسرائیل کوچ کنند. در نتیجه تغییرات در اکوسیستم‌ها، اسرائیل در تلاش است تا از خط ساحل ۱۱۸ مایلی خود محافظت کرده و از حفظ تنوع زیستی اطمینان حاصل کند، همچنین زیستگاه‌های موجود را در برابر مداخلات انسانی ایمن نگه دارد. از سال ۲۰۱۹، اسرائیل حفاظت خطوط ساحلی خود را از ۰٫۳ درصد به ۴ درصد مناطق حفاظت شده افزایش داده است. طی سال‌های بعد، ۴٫۵ درصد دیگر به آن افزوده خواهد شد. این مقادیر با هدف ۱۰ درصدی که برای سال ۲۰۲۰ در نظر گرفته شده بود مطابقت ندارد.
با این وجود، تأثیرات اکو سیستم یکدست نخواهد بود. یک بررسی که اخیراً روی اکو سیستم‌های اسرائیل و برآورد تغییرات اقلیمی روی گیاهان بومی اسرائیل انجام گرفت نشان داد که خشکسالی‌های چند ساله، تأثیر با اهمیت یا زیان‌آوری روی گیاهان اقلیم مدیترانه‌ای/نیمه خشک مورد محک قرار گرفته، نشان نداده است. در حالی که این بررسی فقط روی گیاهان دو نوع اکوسیستم اصلی محک زده شد، این ادعا مبنی بر اینکه تغییرات اقلیمی، تأثیر با اهمیت زیان‌آوری روی تمام اکو سیستم‌های اسرائیل خواهد گذاشت، را با چالش روبرو ساخت.

## تأثیر بر مردم
تغییرات اقلیمی منجر به اثرات زیان‌آور بر اقتصاد، کشاورزی، سلامت عمومی و ثبات در اسرائیل خواهد شد. تغییرات اقلیمی در اسرائیل اثرات نامتجانسی بر افراد آسیب‌پذیر همچون زنان، خردسالان، سالمندان، مهاجران و جوامعی که مورد توجه کمتری قرار دارند، خواهد گذاشت. به‌طور خاص، افرادی که در کرانه باختری، غزه و صحرای نگب زندگی می‌کنند بیشتر مستعد دریافت اثرات تغییرات اقلیمی و اقدامات مربوط به کاهش اثرات نامطلوب هستند.برخی افراد این پدیده را آپارتاید زیست‌محیطی قلمداد می‌کنند که به موجب آن منابع فلسطینی برای استفاده اسرائیلی‌ها مورد بهره‌برداری قرار می‌گیرد و این در حالی است که آنها اثرات نابرابر تخریب زیست‌محیطی را تجربه می‌کنند.
سلامت
تغییرات اقلیمی بر افراد آسیب‌پذیر همچون زنان، خردسالان، سالمندان و افراد دارای بیماری مزمن، به‌طور مستقیم تأثیر می‌گذارد. افزایش موج گرما، کاهش بارش، بدتر شدن کیفیت هوا، فقدان دسترسی به غذا و آب آشامیدنی به‌طور نامتجانسی بر این گروه از افراد تأثیر می‌گذارد. افرادی که از نابهنجاری‌های مزمن سلامتی رنج می‌برند بیشتر در معرض مسائل بهداشتی مرتبط با کیفیت پایین هوا، افزایش دما و بیماری‌های آب‌زاد هستند. گرمای شدید ناشی از تغییرات اقلیمی، برای زنان باردار می‌تواند خطرناک باشد و بر روی رشد کودک درون رحم تأثیر بگذارد. مهاجران، پناهندگان، فلسطینی‌ها و بادیه نشینانی که به شبکه برق متصل نیستند، قادر به تهیه دستگاه تهویه هوا نبوده یا دسترسی به وسایل مراقبت سلامتی ندارند.
اقتصاد
بخش کشاورزی اسرائیل با کاهش بارش، فرسایش و شوری خاک در ناحیه به شدت تحت تأثیر قرار خواهد گرفت که منجر به کمبود مواد غذایی در بسیاری از جوامع خواهد شد. به خاطر گرم شدن آب دریا که منجر با افزایش غلظت نمک می‌شود، این امر بر صنعت ماهیگیری تأثیر نامطلوبی می‌گذارد. تغییرات اقلیمی باعث کاهش تأمین غذا خواهد شد در نتیجه قیمت را افزایش می‌دهد، باعث بروز احتمال واقعی ناامنی غذایی می‌گردد.
گردشگری
گردشگری در اسرائیل تحت تأثیر تغییرات آب و هوایی و دما قرار می‌گیرد. گردشگری به‌طور تقریبی ۲٫۸ درصد از تولید ناخالص داخلی و ۳٫۵ درصد از اشتغال را دربر گرفته است. به خاطر اقلیم معتدل اسرائیل، در طی تمام سال گردشگران زیادی به این کشور سفر می‌کنند. هر چند در اوج فصل گردشگری در ماه‌های ژوئیه و اوت در تابستان، آب و هوای اسرائیل شاهد گرما و رطوبت بیشتری است که با تغییرات اقلیمی این امر بدتر خواهد شد. اسرائیل به خاطر اینکه تعداد زیادی از امورات تفریحی و سرگرمی در فضای باز و پارک ملی را در اختیار گردشگران قرار می‌دهد یک مقصد مسافرتی محبوب در نظر گرفته می‌شود.
همکاری بین‌المللی
اسرائیل یکی از کشورهای طرف قرارداد با تعدادی توافق‌نامه بین‌المللی در ارتباط با آلودگی هوا و تغییر اقلیم، از قبیل پیمان کیوتو، کنوانسیون چارچوب سازمان ملل متحد درباره تغییر اقلیم و پیمان مونترال است. با وجود انجام این اقدامات، به خاطر رشد سریع جمعیت و فراهم کردن استانداردهای زندگی که به افزایش انتشار گازهای گلخانه‌ای و آلاینده‌های هوا منجر می‌شود، مشکلات مربوط به محیط زیست اسرائیل همچنان تداوم دارد.

## اقدامات کاهش دهنده

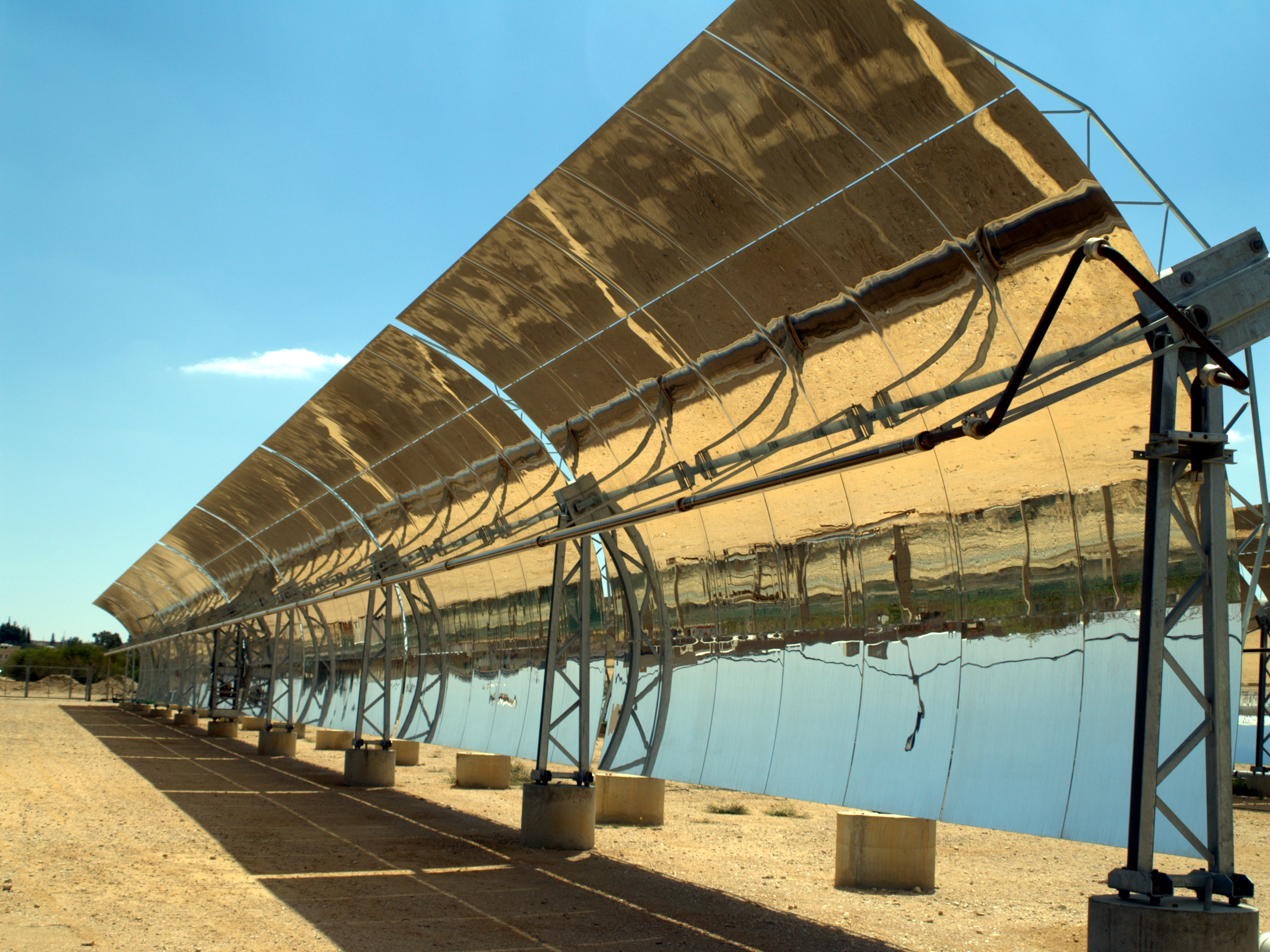
نیروگاه خورشیدی در صحرای نگب اسرائیل

با وجود انتشار پایین کلی نسبت به دیگر کشورها، اسرائیل یا باید اثرات تغییرات اقلیمی را کاهش داده یا خود را با آن سازگار سازد. طبق برآورد INDS (Intended Nationally Determined Contribution) اسرائیل، هدف اصلی میزان کاهش سرانه انتشار گازهای گلخانه‌ای دستیابی به ۸٫۸ تن دی‌اکسید کربن (tCO2e) در سال ۲۰۲۵ و ۷٫۷ تن دی‌اکسید کربن در سال ۲۰۳۰ است. مجموع این مقدار در سال ۲۰۳۰، باید معادل ۸۱٫۶۵ مگاتن دی‌اکسید کربن باشد. در صورت عدم اقدامات کاهش دهنده، در سال ۲۰۳۰ سرانه انتشار گازهای گلخانه‌ای به ۱۰ تن دی‌اکسید کربن خواهد رسید یا مجموع آن بالغ بر ۱۰۵٫۵ مگاتن دی‌اکسید کربن خواهد شد. برای دستیابی به هدف در نظر گرفته شده، دولت اسرائیل در نظر دارد مصرف برق را ۱۷ درصد کاهش داده، ۱۷ درصد از مجموع برق تولیدی را از انرژی‌های تجدید پذیر تأمین کرده و ۲۰ درصد از تردد با ماشین‌ها را به حمل و نقل عمومی تغییر دهد. در آخرین گزارش مربوط به انتشار گاز گلخانه‌ای در اسرائیل طی سال ۲۰۲۳، میزان آن ۷۷٫۴۱۵ مگاتن دی‌اکسید کربن اندازه‌گیری شده بود. این مقادیر نسبت به سال ۱۹۹۶، افزایشی بالغ بر ۳۵ درصد را نشان می‌دهد. هر چند به خاطر اقدامات کاهش دهنده، ۱٫۵ درصد نسبت به سال ۲۰۱۵ کاهش داشته است. این گزارش همچنین نتیجه‌گیری کرده بود که بزرگ‌ترین منابع انتشار مربوط به احتراق سوخت و صنعت انرژی است.
استفاده اسرائیل از انرژی تجدیدپذیر، اثرات تغییرات اقلیمی را کاهش خواهد داد و انعطاف‌پذیری در سیستم‌های انرژی کشور را گسترش می‌دهد. در اسرائیل، سیاست‌گذاران تمایل دارند انرژی تجدیدپذیر را بیشتر به خاطر استراتژی اقدامات کاهشی به جای سازگاری با آن، در اولویت قرار دهند. در ماه اوت ۲۰۲۱، کارین الحرار وزیر انرژی اسرائیل، صدور مجوز جدید برای اکتشاف نفت در خاک اسرائیل را متوقف کرد. مدتی بعد در ماه دسامبر ۲۰۲۱، الحرار صدور مجوز جدید برای اکتشاف گاز در مناطق فراساحلی را دست‌کم به مدت یکسال متوقف کرد. طبق اظهارات الحرار، اولویت با انرژی تجدیدپذیر و مبارزه با تغییرات اقلیمی خواهد بود.
در ماه اکتبر ۲۰۲۰، دولت اسرائیل این هدف را برای سال ۲۰۳۰ در نظر گرفت که ۳۰ درصد از انرژی خود را از انرژی‌های تجدیدپذیر تأمین کند. هرچند اسرائیل در سال ۲۰۲۱، تنها ۸ درصد از انرژی خود را از منابع تجدیدپذیر تأمین کرده بود. طبق توافق‌نامه پاریس و کنوانسیون چارچوب سازمان ملل، اهداف اسرائیل تا سال ۲۰۵۰، دست‌یابی به انتشار گاز گلخانه‌ای به مقدار صفر است. برای دست‌یابی به هدف مورد نظر در سال ۲۰۳۰، وزارتخانه‌های مختلف دولت اسرائیل در حال همکاری با مدیریت‌های محلی برای ترویج و استفاده از سیستم حمل و نقل پاک‌تر هستند. اسرائیل کمیته‌ای را، با هدف سنجش پتانسیل کشور جهت کاهش انتشار گازهای گلخانه‌ای تا سال ۲۰۳۰، ایجاد کرد. یافته‌های این کمیته تأیید کرد که حدود نیمی از مجموع انتشار گاز گلخانه‌ای کشور توسط بخش برق اسرائیل انجام می‌گیرد. دومین منبع بزرگ انتشار گازهای گلخانه‌ای با حدود ۱۹ درصد، به بخش حمل و نقل تعلق دارد.
در سال‌های ۲۰۲۳–۲۰۲۸، مالیات کربن در اسرائیل به شکل قیمت‌گذاری کربن انجام خواهد گرفت. این بخش از قانون به تنهایی، باید تا سال ۲۰۵۰ انتشار گازهای گلخانه‌ای را تا ۶۷ درصد کاهش دهد.